# اشلند (مین)
اشلند(به انگلیسی: Ashland) شهری در ایالت مین کشور ایالات متحده آمریکا است که جمعیت آن در سرشماری سال ۲۰۱۰ میلادی، ۷۰۹ نفر بوده‌است.